# Eretmocerus dozieri
Eretmocerus dozieri is een vliesvleugelig insect uit de familie Aphelinidae. De wetenschappelijke naam is voor het eerst geldig gepubliceerd in 2001 door Rose.